# Rhynchium japonicum
Rhynchium japonicum är en stekelart som beskrevs av Dalla Torre 1894. Rhynchium japonicum ingår i släktet Rhynchium och familjen Eumenidae. Inga underarter finns listade i Catalogue of Life.